# Belleoram
Belleoram is een gemeente (town) in de Canadese provincie Newfoundland en Labrador. De aan Fortune Bay gelegen gemeente ligt in het oosten van het schiereiland Connaigre aan de zuidkust van Newfoundland.

## Demografie
Demografisch gezien is Belleoram, net zoals de meeste kleine dorpen op Newfoundland, aan het krimpen. Tussen 1991 en 2021 daalde de bevolkingsomvang van 560 naar 348. Dat komt neer op een daling van 212 inwoners (-37,9%) in dertig jaar tijd.
| Jaar | Aantal inwoners | Verschil |
| ---- | --------------- | -------- |
| 1991 | 560             | –        |
| 1996 | 564             | +0,7%    |
| 2001 | 484             | -14,2%   |
| 2006 | 421             | -13,0%   |
| 2011 | 409             | -2,9%    |
| 2016 | 374             | -8,6%    |
| 2021 | 348             | -7,0%    |

## Gezondheidszorg
Gezondheidszorg wordt in de gemeente aangeboden door het Belleoram Community Health Centre. Deze lokale zorginstelling valt onder de bevoegdheid van de gezondheidsautoriteit Central Health en biedt de inwoners uit de omgeving basale eerstelijnszorg aan.

## Zie ook

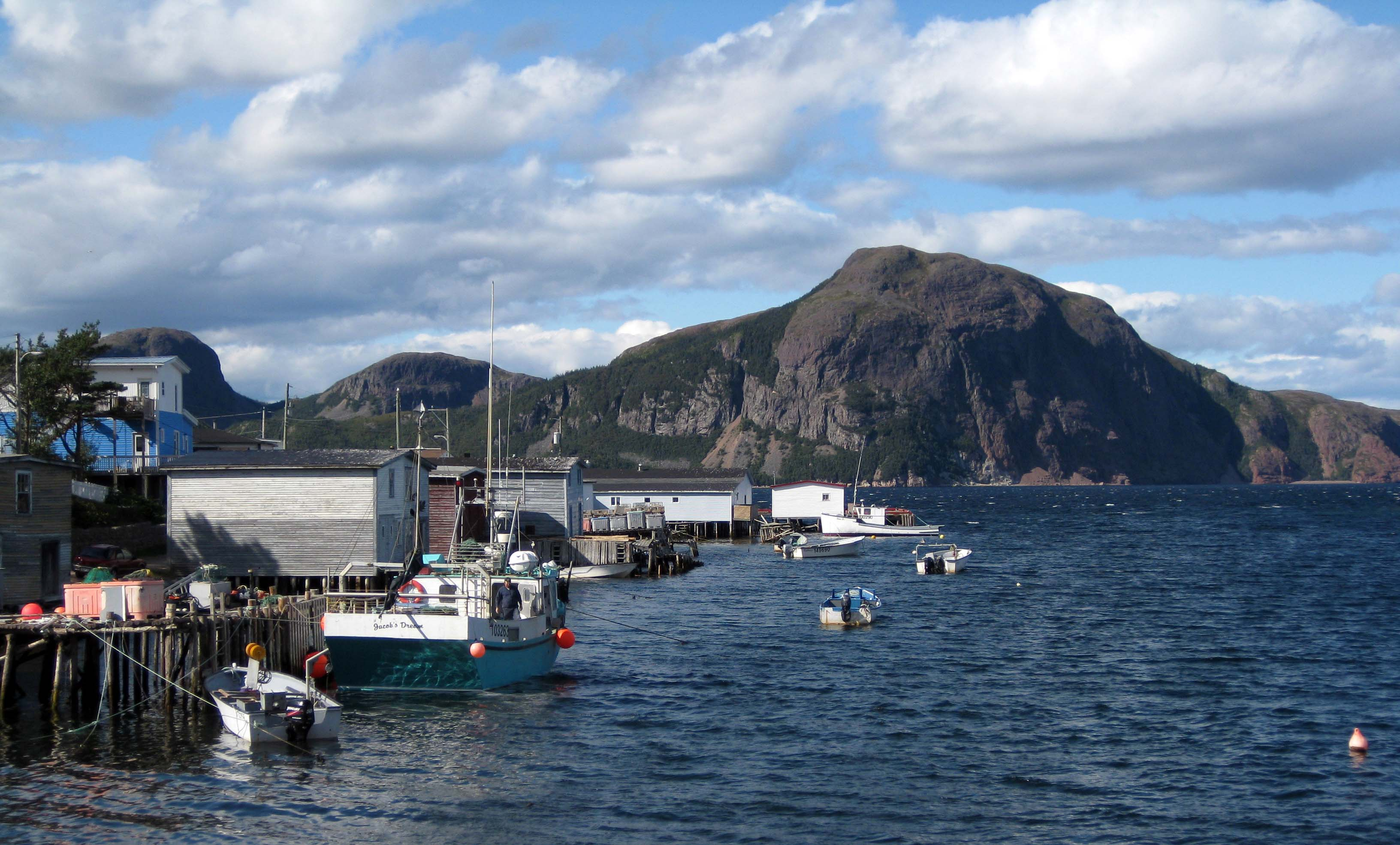
Zicht op de haven van Belleoram